# Шукачі притулку
Шукач притулку (англ. asylum seeker, asylee, нім. Asylbewerber, Asylsuchende, Asylwerber) — особа, яка залишає країну свого проживання, в'їжджає в іншу країну та подає заяву на надання притулку (тобто міжнародного захисту) у цій іншій країні. Шукач притулку є іммігрантом, який був вимушено переміщений і залишив свою рідну країну через війну чи інші фактори, які завдали шкоди йому чи його родині. Якщо його справу вирішено позитивно, він вважається біженцем. Терміни шукач притулку, біженець і нелегальний іммігрант часто плутають.
Особа стає шукачем притулку, подавши офіційну заяву на здобуття права залишитися в іншій країні, і зберігає цей статус до завершення розгляду заяви. Відповідні імміграційні органи країни притулку визначають, чи буде надано захист шукачу притулку і чи стане він офіційно визнаним біженцем, а чи буде відмовлено в притулку — тоді шукач стане нелегальним іммігрантом, якого можуть спонукати залишити країну і навіть депортувати.
У середньому близько 1 мільйона осіб у світі щороку звертаються з проханням про надання притулку.
Шукача притулку можна визнати біженцем і надати йому статус біженця, якщо його обставини підпадають під визначення біженця відповідно до Конвенції про біженців 1951 року або інших законів про біженців, таких як Європейська конвенція з прав людини (якщо притулок запитується в межах країн Ради Європи). Проте, держави, які підписали Конвенцію про біженців, проводять власну політику щодо оцінки статусу захисту шукачів притулку, і частка прийнятих або відхилених заяв на надання притулку щороку змінюється від країни до країни.

## Види притулку та захисту
Притулок як інститут не обмежується категорією осіб, які мають право на статус біженця. Навпаки, ця інституція передувала зародженню міжнародного режиму захисту біженців.
Шукачі притулку, які вчинили злочини проти миру, воєнний злочин, злочин проти людяності або інші серйозні злочини неполітичного характеру, або чиї дії суперечать цілям і принципам Організації Об'єднаних Націй, виключаються з міжнародного захисту.

### Конвенційний статус біженця
Конвенція 1951 року в статті 1 уводить єдине визначення терміну «біженець». Його акцент робиться на захисті від політичних чи інших форм переслідування. Конвенція визначає біженця як особу, яка
через обґрунтовані побоювання стати жертвою переслідувань за ознакою расової належності, релігії, громадянства, належності до певної соціальної групи чи політичних поглядів знаходиться за межами країни своєї національної належності і не в змозі користуватися захистом цієї країни або не бажає користуватися таким захистом внаслідок таких побоювань.
Станом на 1 липня 2013 року 145 держав були сторонами Конвенції про біженців та 146 — учасниками Протоколу 1967 року. Ці держави зобов'язалися згідно з міжнародним правом надавати притулок людям, які підпадають під визначення Конвенції та Протоколу. Визначення біженців 1951 та 1967 років є найбільш строгими та ексклюзивними, і особи, які підпадають під це визначення, називаються конвенційними біженцями, а їхній статус називається статусом конвенційного біженця. Втім, особам, які не підпадають під це визначення, можуть бути надані додаткові форми захисту, якщо вони підпадають під інші визначення біженців.
Практичне визначення того, чи є особа біженцем, чи ні, найчастіше покладається на певні державні установи в приймаючій країні. У деяких країнах визначення статусу біженця (RSD) здійснюється УВКБ ООН. Тягар обґрунтування заяви про надання притулку лежить на заявнику, який повинен довести, що він має право на захист.
У багатьох юрисдикціях інформація про країну походження використовується міграційними службами як частина розгляду заяв про надання притулку, а уряди замовляють дослідження щодо точності своїх даних про країни, з яких прибувають шукачі притулку. Деякі уряди дослідили рівень відмов своїх міграційних службовців, виявивши, що окремі особи відхиляють більше заявників, ніж інші, і, отже, міграційні службовці повинні стандартизувати причини прийняття або відхилення претензій, щоб рішення службовця було послідовним з рішеннями його колег.
Визначення біженця в Конвенції 1951 року є загальнообов'язковим, проте існує багато інших визначень, згідно з якими захист може бути запропонований людям, які не підпадають під Конвенцію.

### Статус додаткового захисту
Додатковий захист — це міжнародний захист для осіб, які шукають притулку, що не підпадають під статус біженців. Це можливість отримати притулок для тих, хто не має обґрунтованих побоювань переслідування (що вимагається для отримання статусу біженця згідно з Конвенцією 1951 року), але дійсно має значний ризик бути підданим тортурам або серйозній шкоді у країні походження з причин, які включають загальнопоширене насильство, збройні конфлікти, чи систематичні порушення прав людини. Загальна декларація прав людини та право Європейського Союзу дають ширше визначення того, хто має право на притулок.

### Тимчасова захисна віза
Тимчасові захисні візи використовуються в Австралії для осіб, які подали заяву на отримання статусу біженця після несанкціонованого прибуття. Це основний тип візи, який видається біженцям після звільнення з австралійських імміграційних центрів утримання, також вони повинні поновлювати цю візу кожні три роки.

### Статистика рішень про надання притулку
| Рішення                       | 2014      | 2013    | 2012    | 2011    | 2010    | 2009    | 2008    | 2007    |
| ----------------------------- | --------- | ------- | ------- | ------- | ------- | ------- | ------- | ------- |
| Конвенційний статус біженця   | 286 723   | 213 723 | 210 851 | 172 566 | 175 163 | 225 112 | 148 241 | 149 133 |
| Статус додаткового захисту    | 339 783   | 72 832  | 51 058  | 43 945  | 47 822  | 49 430  | 62 726  | 60 048  |
| Відхилено                     | 434 850   | 376 181 | 437 969 | 360 746 | 356 154 | 310 945 | 304 811 | 259 982 |
| Справу закрито з інших причин | 349 440   | 219 461 | 205 351 | 192 472 | 153 016 | 158 219 | 148 001 | 170 704 |
| Всього                        | 1 410 796 | 881 197 | 915 023 | 770 406 | 732 155 | 743 205 | 669 316 | 639 844 |

## Процеси надання статусу

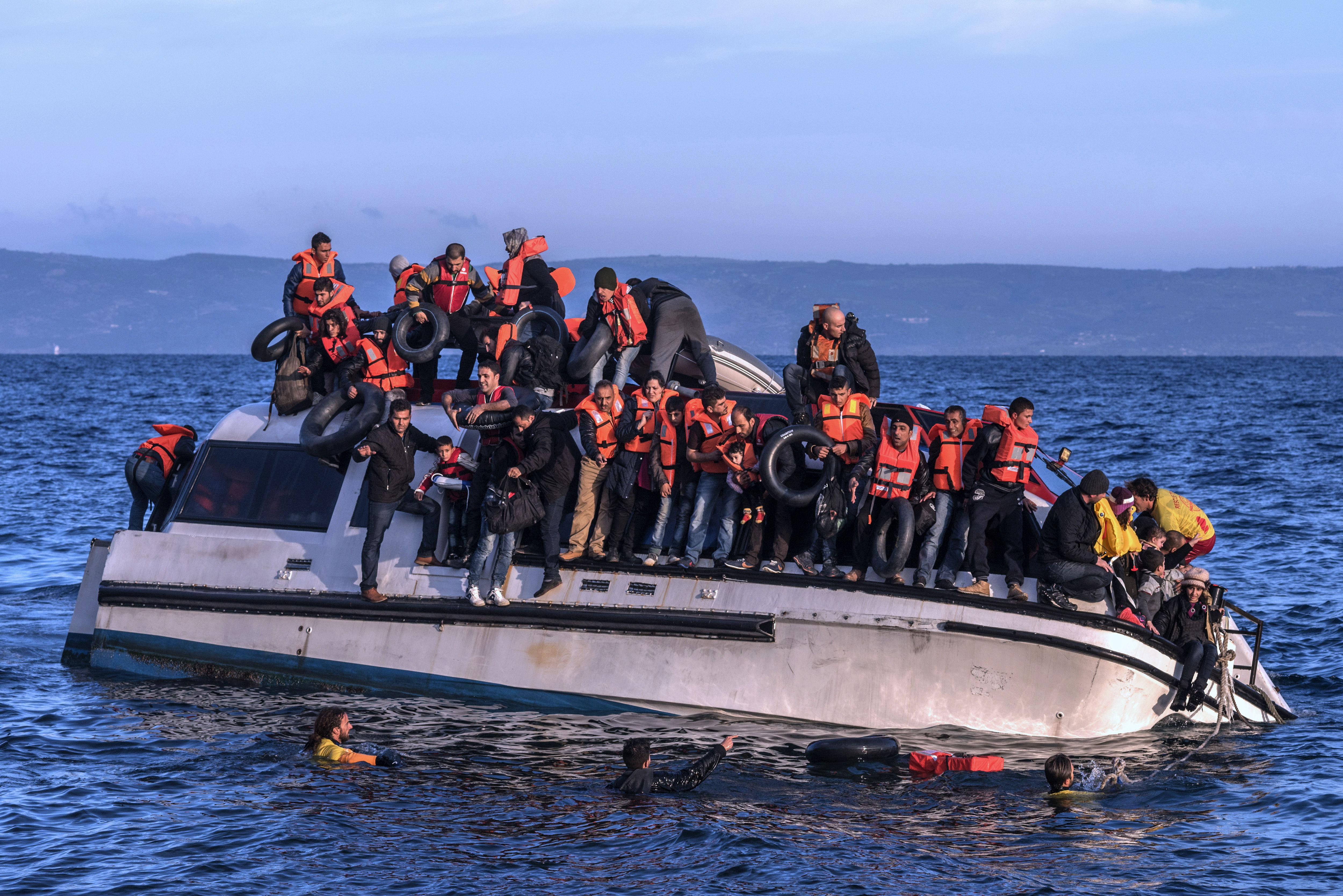
Сирійські та іракські біженці прибувають з Туреччини до острова Лесбос, Греція

### Колективне надання статусу
Шукачі притулку можуть отримати статус біженця на колективній основі. Біженці, яким надано статус таким чином, також називаються біженцями prima facie. Це робиться в ситуаціях, коли причини звернення за статусом біженця загалом добре відомі, а індивідуальна оцінка в кожному випадку перевищила б можливості оцінювачів. Групове визначення легше проводити в державах, які не лише прийняли визначення біженців Конвенції 1951 року, але й також включають до біженців людей, які втікають від невибіркового чи загальнопоширеного насильства, що не охоплюється Конвенцією.

### Індивідуальна оцінка
Для осіб, які не прибули до країни у складі більшої групи, проводяться індивідуальні співбесіди, щоб встановити, чи є в особи достатні причини шукати притулку.

### Відмова в наданні притулку
Часто буває так, що країна не визнає статус біженця за шукачем притулку і не розглядає його як законного мігранта і, таким чином, вважає його нелегальним іноземцем. Деяким шукачам притулку, які не отримали притулку, дозволено тимчасово залишитися, деякі повертаються додому добровільно, а деяких повертають примусово. Останніх найчастіше поміщають до імміграційних ізоляторів перед депортацією.
У деяких випадках, коли в притулку відмовляють, заявнику одначе надається право тимчасово залишитися. У Сполученому Королівстві таким особам може бути надано гуманітарний захист (зазвичай на п'ять років) або дискреційний дозвіл залишитися.

### Оскарження
У багатьох країнах заявники можуть оскаржити рішення про відмову в суді або комісії з питань міграції. У Сполученому Королівстві більше ніж кожне четверте рішення про відмову в захисті шукача притулку скасовується імміграційними суддями.

## Права шукачів притулку
Під час очікування рішення шукачі притулку володіють обмеженими правами в країні притулку. У більшості країн їм заборонено працювати, а в деяких країнах навіть займатися волонтерством. У деяких країнах їм заборонено вільно пересуватися всередині країни. Навіть доступ до медичної допомоги обмежений. У Європейському Союзі ті, хто ще не отримав офіційний статус біженця і все ще перебувають у процесі надання притулку, мають деякі обмежені права на доступ до медичної допомоги. Це включає доступ до лікування та психологічної допомоги. Однак, права можуть відрізнятися залежно від країни перебування. Наприклад, відповідно до Закону про допомогу шукачам притулку (Asylbewerberleistungsgesetz) в Німеччині, шукачі притулку не отримують первинної медичної допомоги та мають право на невідкладну медичну допомогу, вакцинацію, допомогу при вагітності та пологах з обмеженнями щодо спеціалізованої допомоги.

## Факти з досліджень процесів надання притулку
Дослідження свідчать, що міжгалузева співпраця є ключовою для допомоги біженцям і шукачам притулку в переселенні та інтеграції в приймаючі громади, на робочі місця та в школи.
Неурядові організації, які займаються біженцями та шукачами притулку, вказували на труднощі для переміщених осіб у пошуку притулку в промислово розвинутих країнах. Оскільки імміграційна політика багатьох країн часто зосереджена на боротьбі з нелегальною імміграцією та посиленні прикордонного контролю, це стримує переміщених осіб від в'їзду на територію, на якій вони можуть подати заяву про надання притулку. Відсутність можливостей законного доступу до процедур надання притулку може змушувати переміщених осіб вдаватися до дорогих і небезпечних спроб нелегального в'їзду.
Останніми роками громадськість та політики багатьох країн дедалі більше зосереджуються на біженцях, які прибувають шляхом переселення з третіх країн (куди вони прибули з початку), і приділяють менше уваги «своїм» шукачам притулку та тим, хто отримав статус біженця на місці. Таких навіть називають «queue jumpers», оскільки вони «перестрибують у черзі», не чекаючи свого шансу на подальше переселення.
Під час співбесід і судових розглядів для допомоги шукачам притулку призначаються перекладачі, які повинні бути сертифікованими в рамках відповідної навчальної програми. Точність юридичного перекладу варіюється залежно від отриманої перекладачем підготовки, а також потенційних упереджень, яких можна набути під час сеансу усного перекладу.
Якість життя шукачів притулку та біженців сильно корелює зі станом їх психічного здоров'я. Наявність психічних розладів, таких як депресія або посттравматичний стресовий розлад, здебільшого пов'язана з вимушеною міграцією та переселенням у приймаючі країни.
Оскільки шукачам притулку часто доводиться місяцями чи роками чекати результатів розгляду своїх заяв про надання притулку, а також оскільки їм зазвичай не дозволяють працювати та надають лише мінімальну фінансову підтримку (якщо взагалі надають), вони часто ризикують потрапити в злиденне положення.
Шукачі притулку зазвичай отримують певну підтримку від уряду під час розгляду їхньої справи. Однак, у деяких країнах ця підтримка припиняється одразу після надання їм статусу біженця. Але те, що вони отримали статус, не означає, що вони також отримали всі документи, необхідні для початку нового життя. Тривалий час очікування суттєво зменшує ймовірність знайти роботу та соціально інтегруватися.

## Законодавство про надання притулку та статусу біженців за юрисдикцією
| Юрисдикція                                             | Стаття                                         | Минулі та нинішні закони/договори | Пов'язані організації та програми | Пов'язані події та люди                            |
| ------------------------------------------------------ | ---------------------------------------------- | --- | --- | -------------------------------------------------- |
| Африканський Союз                                      |                                                | - Convention Governing the Specific Aspects of Refugee Problems in Africa - Конвенція Кампали | Africa Refugee Day |                                                    |
| Австралія                                              | Asylum in Australia                            | | Asylum Seeker Resource Centre |                                                    |
| Албанія                                                |                                                | | | Uyghur asylum in Albania                           |
| Азербайджан                                            | Refugees in Azerbaijan                         | | |                                                    |
| Бразилія                                               |                                                | | - National Committee for Refugees (CONARE) |                                                    |
| Канада                                                 | Asylum in Canada                               | - Immigration and Refugee Protection Act - Canada–United States Safe Third Country Agreement | - Immigration, Refugees and Citizenship Canada - Immigration and Refugee Board of Canada | Hong Kong asylum seekers in Canada                 |
| Гонконг                                                | Refugees in Hong Kong                          | | Justice Centre Hong Kong |                                                    |
| Куба                                                   |                                                | | | American fugitives in Cuba                         |
| Данія                                                  |                                                | | - Center Sandholm - Данська рада у справах біженців |                                                    |
| Європейський Союз                                      | Asylum in the European Union                   | - Дублінський регламент - Європейська соціальна хартія - Reception Conditions Directive, 2003 - Policy Plan on Asylum, 2008 - European Pact on Immigration and Asylum, 2008 - Asylum Procedures Directive, 2013                            | - European Asylum Support Office - European Asylum Curriculum - Asylum, Migration and Integration Fund - Eurodac - European Council on Refugees and Exiles - European Database on Asylum Law | Європейська міграційна криза                       |
| Фінляндія                                              |                                                | | Finnish Refugee Council |                                                    |
| Франція                                                | Asylum in France                               | - Code de l'Entree et du Sejour des Etrangers et du Droit d'Asile (CESEDA) - Law on immigration and integration, 2006 - Law on the control of immigration, integration and asylum, 2007                                                    | - France terre d'asile - Office français de protection des réfugiés et apatrides (OFPRA; Office for the Protection of Refugees and Stateless Persons) |                                                    |
| Німеччина                                              | Asylum in Germany                              | | - Albert Einstein German Academic Refugee Initiative Fund (offered by UNHCR) - Pro Asyl |                                                    |
| Греція                                                 |                                                | | - METAdrasi - Грецька рятувальна команда | 2016 Turkish military asylum incident in Greece    |
| Індія                                                  | Refugees in India                              | | - Migration and Asylum Project - UNHCR Representation in India |                                                    |
| Ірландія                                               |                                                | | - Doras - Irish Refugee Council - Movement of Asylum Seekers in Ireland - Nasc - Sanctuary Runners | - Bulelani Mfaco - Lucky Khambule                  |
| Ізраїль                                                | Israeli policy for non-Jewish African refugees | | | - Usumain Baraka - Едуард Ставицький - Payam Feili |
| Латинська Америка                                      |                                                | Картахенська декларація | |                                                    |
| Близький Схід                                          |                                                | | - UNRWA - Association Najdeh |                                                    |
| Нова Зеландія                                          | Refugees in New Zealand                        | | Refugee Status Appeals Authority |                                                    |
| Норвегія                                               | Refugees in Norway                             | | Норвезька рада у справах біженців | Rafał Gaweł                                        |
| СРСР та Росія                                          | Refugees and asylum in Russia                  | | | Едвард Лі Говард                                   |
| Південна Корея                                         | Refugees in South Korea                        | | | Refugees on Jeju Island                            |
| Швейцарія                                              |                                                | | - Be aware and share - UniRef |                                                    |
| Велика Британія                                        | Asylum in the UK                               | - Polish Resettlement Act, 1947 - Nationality, Immigration and Asylum Act, 2002 - Asylum and Immigration (Treatment of Claimants, etc.) Act, 2004 - UK Borders Act, 2007                                                                   | - Asylum and Immigration Tribunal - Asylum Support Partnership - Refugee Council - Scottish Refugee Council - Unity - Welsh Refugee Council | Jews escaping to the United Kingdom                |
| Організація об'єднаних націй (у тому числі Ліга Націй) |                                                | - Конвенція про статус біженців, 1951 - Протокол щодо статусу біженців, 1967 | Організації: - Верховний комісар ООН у справах біженців (UNHCR) - Міжнародна організація у справах біженців - UNHCR Goodwill Ambassador - Міжнародна організація з міграції - Офіс ООН з координації гуманітарних питань - Міжнародний офіс Нансена Документація: - Humanitarian visa - Refugee identity certificate - Проїзний документ біженця Кампанії/ініціативи: - Всесвітній день біженців - Премія Нансена |                                                    |
| США                                                    | Asylum in the United States                    | - Immigration and Nationality Act, 1952 - Migration and Refugee Assistance Act, 1962 - Immigration and Nationality Act, 1965 - United States Refugee Act, 1980 - Immigration Act, 1990 - Canada–United States Safe Third Country Agreement | - Immigration and Naturalization Service - Служба громадянства та імміграції США (USCIS) | Operation Provide Comfort                          |
| Україна                                                | Притулок в Україні                             | - Про біженців та осіб, які потребують додаткового або тимчасового захисту, 2011 - Угода між Урядом України та Управлінням Верховного Комісара ООН у справах біженців, 1996                                                                | - Державна міграційна служба України - Представництво УВКБ ООН в Україні - БФ «Право на захист» |                                                    |

## Ситуація в Європі
|                                                                                       |  |  |
| Шукачі притулку в окремих країнах Західної та Центральної Європи у 2012 та 2015 роках |  |  |

З липня 2014 по квітень 2015 року кількість заяв на надання притулку, поданих у ЄС, становила в середньому 65 000 на місяць. Загалом за 2014 рік статистика Євростату показує 626 710 заяв, що майже на 45 % більше, ніж у попередньому 2013 році (432 055), що в основному пов'язано з громадянською війною в Сирії та конфліктами в Афганістані та Іраку. Однак цифри Євростату вимірюють не кількість шукачів притулку, а кількість заяв; багато шукачів реєструються більше одного разу: наприклад, ті, на кого поширюється Дублінська процедура, повинні бути чітко зареєстровані двічі згідно з директивами 2013 року: як у державі-члені, з якої їх переміщують, так і в країні, до якої вони будуть переміщені. Крім того, всупереч директивам щодо реєстрації, в окремих державах-членах (напр., Австрія), повторні заяви не ідентифікуються як такі, і тому шукач притулку реєструється двічі. Неправдива поновлена заява під новим ім'ям також зараховується двічі. Як наслідок, фактична кількість шукачів притулку в ЄС оцінюється на 25—30 % нижче.

Загальна кількість заяв на надання притулку в ЄС (чорна лінія) і в дев'яти окремих країнах ЄС з 2008 по 2017 рік

Відповідно до Регламенту (ЄС) № 604/2013 (Дублін III), заяви про надання притулку повинні подаватися в тій країні Європейського Союзу, до якої біженці прибули першою. Оскільки більшість подорожуючих з африканських країн хочуть потрапити до Європи через Середземне море, такими країнами найчастіше є Італія та Греція. У червні 2015 року 76 000 біженців перебували в центрах приймання в Італії, які в результаті стали переповненими. Тому Європейська комісія хотіла розподілити 24 000 шукачів притулку з Італії та ще 16 000 з Греції в інші країни Союзу, але це було відхилено країнами-членами. Вони побоювалися, що пропозиції Комісії можуть остаточно підірвати Дублінські правила.
У порівнянні серед промислово розвинених країн (2010—2014), за даними УВКБ ООН, частка шукачів притулку на 1000 жителів була найвищою у Швеції (24,4), на Мальті (17,5) і Люксембурзі (12,6). В абсолютних показниках у 2014 році лідером була Німеччина, за нею йшли США, Туреччина та Швеція. Однак, якщо врахувати загальну кількість біженців у всьому світі за даними УВКБ ООН або UNRWA (19,5 мільйонів у 2014 році), то 86 % шукачів були прийняті країнами, що розвиваються. Лише 1,66 мільйона з них подали офіційну заяву про надання притулку. Станом на кінець 2014 року майже чверть біженців у світі були вихідцями з Сирії, разом із тим 95 % з них осіли в найближчих сусідніх країнах.
| рік                                                  | 2008    | 2009    | 2010    | 2011    | 2012    | 2013    | 2014    | 2015      | 2016      | 2017    |
| ---------------------------------------------------- | ------- | ------- | ------- | ------- | ------- | ------- | ------- | --------- | --------- | ------- |
| Європейський Союз                                    | 225 150 | 263 835 | 259 400 | 309 040 | 335 290 | 431 090 | 626 960 | 1 322 825 | 1 259 955 | 649 855 |
| Німеччина                                            | 26 845  | 32 910  | 48 475  | 53 235  | 77 485  | 126 705 | 202 645 | 476 510   | 745 155   | 198 255 |
| Франція                                              | 41 840  | 47 620  | 52 725  | 57 330  | 61 440  | 66 265  | 64 310  | 76 165    | 84 270    | 91 070  |
| Великобританія                                       | 31 290  | 31 665  | 24 335  | 26 915  | 28 800  | 30 585  | 32 785  | 40 160    | 38 785    | 33 310  |
| Італія                                               | 30 140  | 17 640  | 10 000  | 40 315  | 17 335  | 26 620  | 64 625  | 83 540    | 122 960   | 126 550 |
| Греція                                               | 19 885  | 15 925  | 10 275  | 9310    | 9575    | 8225    | 9430    | 13 205    | 51 110    | 57 020  |
| Іспанія                                              | 4515    | 3005    | 2740    | 3420    | 2565    | 4485    | 5615    | 14 780    | 15 755    | 30 455  |
| Швеція                                               | 24 785  | 24 175  | 31 850  | 29 650  | 43 855  | 54 270  | 81 180  | 162 450   | 28 790    | 22 190  |
| Австрія                                              | 12 715  | 15 780  | 11 045  | 14 420  | 17 415  | 17 500  | 28 035  | 88 160    | 42 255    | 22 160  |
| Швейцарія                                            | 16 520  | 15 900  | 15 425  | 23 615  | 28 400  | 21 305  | 23 555  | 39 445    | 27 140    | 16 615  |
| ЄС плюс Ісландія, Ліхтенштейн, Швейцарія та Норвегія | 256 155 | 297 175 | 284 985 | 341 795 | 373 550 | 464 505 | 662 165 | 1 393 875 | 1 291 785 | 670 885 |

## Організації, що займаються темою шукачів притулку
- Організація з надання притулку та міграції біженців[38]
- Міжнародна амністія
- Міжнародний комітет Червоного Хреста
- Міжнародна мережа міст-притулків
- Верховний комісар ООН у справах біженців